# Charles W. Juels
Charles W. Juels (New York, 1944 – 21 gennaio 2009) è stato un astronomo amatoriale statunitense di professione medico.
Nato a New York, crebbe e studiò a Cincinnati nell'Ohio dove nel 1969 si laureò in medicina nella locale Università. Da pensionato si dedicò alla scoperta degli asteroidi presso l'Osservatorio di Fountain Hills in Arizona. 
Con Paulo Renato Holvorcem ha anche ottenuto nel 2003 e nel 2006 il Edgar Wilson Award
per la coscoperta delle comete C/2002 Y1, avvenuta il 28 dicembre 2002, e C/2005 N1 Juels-Holvorcem il 30 giugno 2005.
Gli è stato dedicato l'asteroide 20135 Juels .
È scomparso nel 2009 all'età di 64 anni 

## Scoperte
Il Minor Planet Center gli accredita la scoperta di 475 asteroidi, parte dei quali in condivisione con Paulo Renato Holvorcem.
| 12128 Palermiti        | 13 settembre 1999 |
| 12574 LONEOS           | 4 settembre 1999  |
| 12929 Periboea         | 2 ottobre 1999    |
| 12934 Bisque           | 11 ottobre 1999   |
| 13421 Holvorcem        | 11 novembre 1999  |
| 13423 Bobwoolley       | 13 novembre 1999  |
| 13425 Waynebrown       | 15 novembre 1999  |
| 13820 Schwartz         | 1º novembre 1999  |
| 13830 ARLT             | 4 dicembre 1999   |
| 13859 Fredtreasure     | 13 dicembre 1999  |
| 13860 Neely            | 15 dicembre 1999  |
| 14223 Dolby            | 3 dicembre 1999   |
| 14238 d'Artagnan       | 31 dicembre 1999  |
| 15522 Trueblood        | 14 dicembre 1999  |
| 15606 Winer            | 11 aprile 2000    |
| 16135 Ivarsson         | 9 dicembre 1999   |
| 16144 Korsten          | 15 dicembre 1999  |
| 16157 Toastmasters     | 5 gennaio 2000    |
| 16158 Monty            | 5 gennaio 2000    |
| 17184 Carlrogers       | 13 novembre 1999  |
| 17185 Mcdavid          | 14 novembre 1999  |
| 17250 Genelucas        | 11 aprile 2000    |
| 18871 Grauer           | 11 novembre 1999  |
| 18877 Stevendodds      | 4 dicembre 1999   |
| 19719 Glasser          | 9 novembre 1999   |
| 19721 Wray             | 10 novembre 1999  |
| 19727 Allen            | 4 dicembre 1999   |
| 19730 Machiavelli      | 7 dicembre 1999   |
| 20524 Bustersikes      | 13 settembre 1999 |
| 20789 Hughgrant        | 28 settembre 2000 |
| 20898 Fountainhills    | 30 novembre 2000  |
| 20729 Opheltius        | 15 dicembre 1999  |
| 21679 Bettypalermiti   | 8 settembre 1999  |
| 21683 Segal            | 9 settembre 1999  |
| 21903 Wallace          | 10 novembre 1999  |
| 22870 Rosing           | 14 settembre 1999 |
| 22900 Trudie           | 11 ottobre 1999   |
| 23030 Jimkennedy       | 4 dicembre 1999   |
| 23110 Ericberne        | 2 gennaio 2000    |
| 23111 Fritzperls       | 2 gennaio 2000    |
| 23120 Paulallen        | 5 gennaio 2000    |
| 24101 Cassini          | 9 novembre 1999   |
| 24102 Jacquescassini   | 9 novembre 1999   |
| 24103 Dethury          | 9 novembre 1999   |
| 24104 Vinissac         | 9 novembre 1999   |
| 24105 Broughton        | 9 novembre 1999   |
| 24303 Michaelrice      | 16 dicembre 1999  |
| 24304 Lynnrice         | 16 dicembre 1999  |
| 25399 Vonnegut         | 11 novembre 1999  |
| 28346 Kent             | 19 marzo 1999     |
| 29750 Chleborad        | 8 febbraio 1999   |
| 29980 Dougsimons       | 30 settembre 1999 |
| 33529 Henden           | 19 aprile 1999    |
| 33544 Jerold           | 15 maggio 1999    |
| 33750 Davehiggins      | 6 settembre 1999  |
| 33799 Myra             | 19 ottobre 1999   |
| 33800 Gross            | 8 novembre 1999   |
| 38454 Boroson          | 2 ottobre 1999    |
| 41049 Van Citters      | 9 novembre 1999   |
| 41800 Robwilliams      | 25 novembre 2000  |
| 42354 Kindleberger     | 12 febbraio 2002  |
| 42365 Caligiuri        | 12 febbraio 2002  |
| 46441 Mikepenston      | 10 giugno 2002    |
| 46442 Keithtritton     | 12 giugno 2002    |
| 48300 Kronk            | 11 giugno 2002    |
| 51983 Hönig            | 19 settembre 2001 |
| 52005 Maik             | 8 febbraio 2002   |
| 55331 Putzi            | 21 settembre 2001 |
| 55555 DNA              | 19 dicembre 2001  |
| 57359 Robcrawford      | 1º settembre 2001 |
| 59804 Dickjoyce        | 5 settembre 1999  |
| 63032 Billschmitt      | 28 novembre 2000  |
| 64070 NEAT             | 24 settembre 2001 |
| 65100 Birtwhistle      | 8 febbraio 2002   |
| 68448 Sidneywolff      | 18 settembre 2001 |
| 71000 Hughdowns        | 7 dicembre 1999   |
| 71001 Natspasoc        | 7 dicembre 1999   |
| 72949 Colesanti        | 12 febbraio 2002  |
| 74509 Gillett          | 22 marzo 1999     |
| 74824 Tarter           | 12 ottobre 1999   |
| 75564 Audubon          | 2 gennaio 2000    |
| 77870 MOTESS           | 16 settembre 2001 |
| 83360 Catalina         | 16 settembre 2001 |
| 84342 Rubensdeazevedo  | 5 ottobre 2002    |
| 87954 Tomkaye          | 2 ottobre 2000    |
| 89956 Leibacher        | 6 giugno 2002     |
| 109879 Letelier        | 16 settembre 2001 |
| 158520 Ricardoferreira | 19 marzo 2002     |